# Roger Cook (musicus)
Roger Frederick Cook (Bristol, 19 augustus 1940) is een Engels zanger en songwriter. Hij werd vooral bekend door zijn samenwerking met Roger Greenaway. Later wijzigde zijn interesse naar de countrymuziek en kwam hij uiteindelijk als eerste Brit ooit in de Nashville Songwriters Hall of Fame terecht.

## Biografie
Toen Cook elf jaar oud was, zong hij mee in het kerkkoor en tijdens zijn jeugd maakte hij deel uit van verschillende vocal harmony-groepjes. In 1958 schreef hij zijn eerste lied en in hetzelfde jaar nam hij enkele nummers op met de band The Sapphires. Deze band ging een jaar later uit elkaar en hierna zong hij in enkele andere formaties, waaronder in het duo Jon & Julie waarmee hij ook enkele nummers opnam.
Aan het begin van 1965 vroeg Roger Greenaway hem om zich aan te sluiten bij The Kestrels, een vocal harmony-kwartet van rock-'n-roll en skifflemuziek. De populariteit van het kwartet was al op zijn retour en nog hetzelfde jaar besloten ze ermee te stoppen.
Vervolgens gingen Cook en Greenaway tot 1968 verder als het duo David and Jonathan. Toen ze hiermee stopten, bleven ze nog wel bij elkaar als schrijversduo. Daarnaast bleef Cook ook actief als uitvoerend muzikant. Onder de artiestennaam Roger James Cooke bracht hij in 1970 de elpee Study uit. Verder werd hij in 1969 zanger van de band Blue Mink waarmee hij een aantal successen behaalde, waaronder met het nummer Melting Pot, een nummer over rassenintegratie dat verschillende jaren te vinden was in de Top 2000 van Radio 2 in Nederland. Ondertussen bracht hij onder zijn eigen naam ook nog twee elpees uit, Meanwhile back at the world in 1972 en Minstrel in flight in 1973.
Ook verliep de samenwerking met Greenaway voorspoedig. Hun eerste schrijverssucces behaalden ze met het lied You've got your troubles dat werd uitgevoerd door de Britse popgroep The Fortunes die er een van hun grootste hits mee behaalde. Ook leverden ze de volgende hit van The Fortunes, This golden ring. Nadat ook Gary Lewis & the Playboys een hit behaalde met een nummer van hun hand, Green Grass, hadden Greenaway en Cook zich definitief gevestigd als schrijversduo. Vele hits volgden en ook schreven ze ander werk, zoals een bekende reclamejingle voor Coca-Cola.
Dankbare afnemer van de muziek van Greenaway en Cook was de Nederlandse band The Cats aan het eind van de jaren zestig toen die nog vrijwel geen zelfgeschreven werk voortbracht. Nummers die ook op single verschenen, zijn What a crazy life (1966), What's the world coming to (1967), Sure he's a cat (1967) en Turn around and start again (1968). The Cats waren geen uitzondering, maar slechts één band van de velen die werk van het duo uitbracht of coverde.
Aan het eind 1975 ging het schrijversduo op vriendschappelijke wijze uit elkaar en vertrok Cook naar de Verenigde Staten. Hij verbleef eerst in New York en Los Angeles en settelde zich vervolgens in Nashville, waar hij in 1976 zijn album Allright uitbracht. Hij richtte zich voortaan op countrymuziek en werkte samen met verschillende artiesten onder wie countryzanger Don Williams. Verschillende countrynummers van zijn hand bereikten de hitlijsten. In 1992 bracht hij samen met ex-Stranglers frontman Hugh Cornwell en gitarist Andy West het album CCW uit. 
Dankzij zijn werk op countrygebied, werd hij in 1997 als eerste Brit ooit opgenomen in de Nashville Songwriters Hall of Fame.
- Biblioteca Nacional de España: XX893767
- Gemeinsame Normdatei: 134350294
- International Standard Name Identifier: 0000 0003 8259 2603
- Library of Congress Control Number: nb2010025990
- Nationale Bibliotheek van Letland: 000108334
- MusicBrainz: d69790d2-58cd-4e95-bd65-a11389855bf0
- Nationale Bibliotheek van Israël: 987009912163305171
- Nederlandse Thesaurus van Auteursnamen: 071079750
- RKD-Nederlands Instituut voor Kunstgeschiedenis: 260662
- Istituto Centrale per il Catalogo Unico: DDSV139388
- LIBRIS: 215077
- Système universitaire de documentation: 133049701
- Union List of Artist Names: 500132096
- Virtual International Authority File: 266288174
- WorldCat: E39PBJqk8b7rgrKgdY9KPP3JDq